# Claude Chastillon
Claude Chastillon (Châlons-en-Champagne, 1559 – Parigi, 27 aprile 1616) è stato un architetto, ingegnere e topografo francese, oltre che incisore.

## Biografia
Claude Chastillon divenne il topografo del re nel 1592. Tre anni dopo, ricevette il titolo di ingegnere reale.
Claude Chastillon eseguì numerosi progetti, tra i quali si ricordano, a Parigi i lavori per l'Ospedale di Saint Louis (1607-1612) e per la Place de France (disegnata nel 1610 con la collaborazione di Jacques Alleamu, ma non eseguita per la morte del re Enrico IV di Francia) oltre che la ricostruzione del ponte di Rouen.
La Place de France risultò l'ultima di quelle grandi piazze volute da Enrico IV, che diedero un grande contributo allo sviluppo dell'urbanistica parigina e il primo tentativo di coniugare la regolarità del disegno italiano con i raggruppamenti di piccole case tipico dell'architettura fiamminga: essa tendeva alla realizzazione di un'ambientazione di tipo borghese, con serie di edifici residenziali a schiera costruiti assai praticamente in maniera modesta e pur tuttavia dignitosa, solida e confortevole.
Chastillon è tuttavia conosciuto soprattutto come incisore grazie alla raccolta di disegni pubblicata postuma, nel 1648, intitolata Topographie française ou représentation de plusieurs villes, bourgs, etc. désignez par Claude Chastillon.

## Opere

### Topografie

#### Antiquariato
- Arcs de Parigny, ex acquedotto situato intorno a Poitiers;
- Arènes de Poitiers;
- Rovine delle antiche terme di Cluny a Parigi, 1610;
- Resti del ponte - acquedotto di Jouy-aux-Arches, 1614.

### Città
| - Città di Attigny; - Città di Ay; - Città di Bisseuil, 1590; - Città di Châlons-en-Champagne, 3 tavole; - Città di Châteauneuf-sur-Loire; - Città di Coulommiers, verso 1600; - Città di Dinant; - Città di Donchery; - Città di Dormans; - Città di Épernay; - Città di Épernay, durante l'assedio della città di Enrico IV; - Città di Epernon; - Città di Entrains; - Città di Étain; - Città di Ginevra; - Città di Gallardon; - Città di la Guerche; - Città di Huy; - Città di Jargeau; - Città di Janville; - Città di Lormes; - Città di Mézières (Charleville-Mézières); - Città di Mantes; - Città di Mareuil-sur-Ay; - Città di Maubert-Fontaine, 2 tavole; - Città di Méry-sur-Seine: | - Città di Montmirail; - Città di Mouzon; - Città di Niort; - Città di Nogent-sur-Seine; - Città di Parigi; - Città di Poitiers; - Città di Pontoise; - Città di Pont-sur-Seine; - Città di Pont-sur-Yonne; - Città di Provins; - Città di Reims, 2 tavole; - Città di Rethel; - Città di Rocroi; - Città di Rouen; - Città di Saint-Dizier; - Città di Sainte-Menehould, 2 tavole; - Città di Saint-Jean-d'Angély; - Città di Sedan; - Città di Sézanne, la stampa è intitolata come segue: La petite ville de Sezanne en Brye; - Città e castello di Royan, 1604; - Città di Vertus; - Città di Vitry-en-Perthois; - Città di Vitry-le-François. |

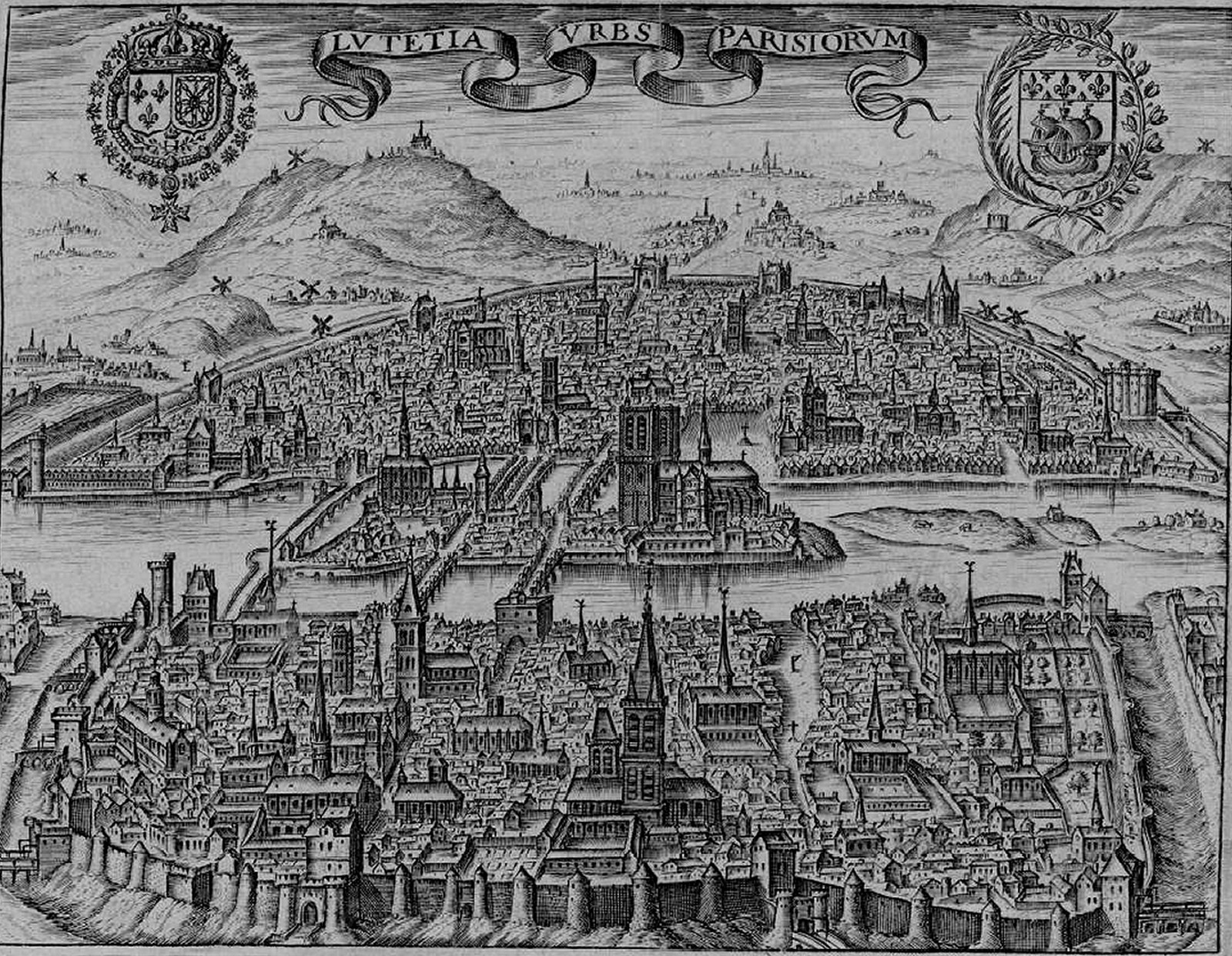
Parigi ca. 1600
Ospedale Saint Louis, 1612
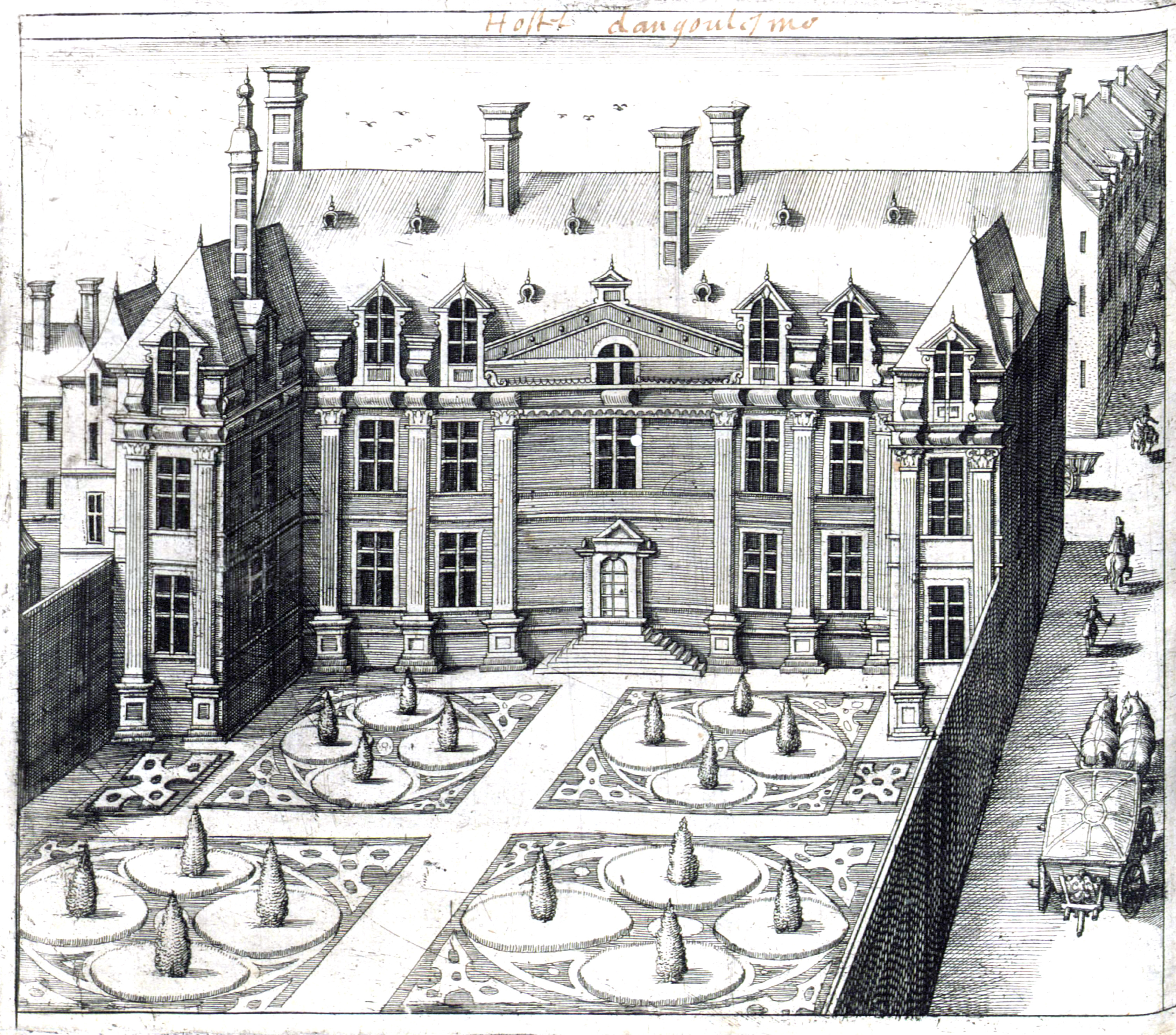
Hôtel d'Angoulême
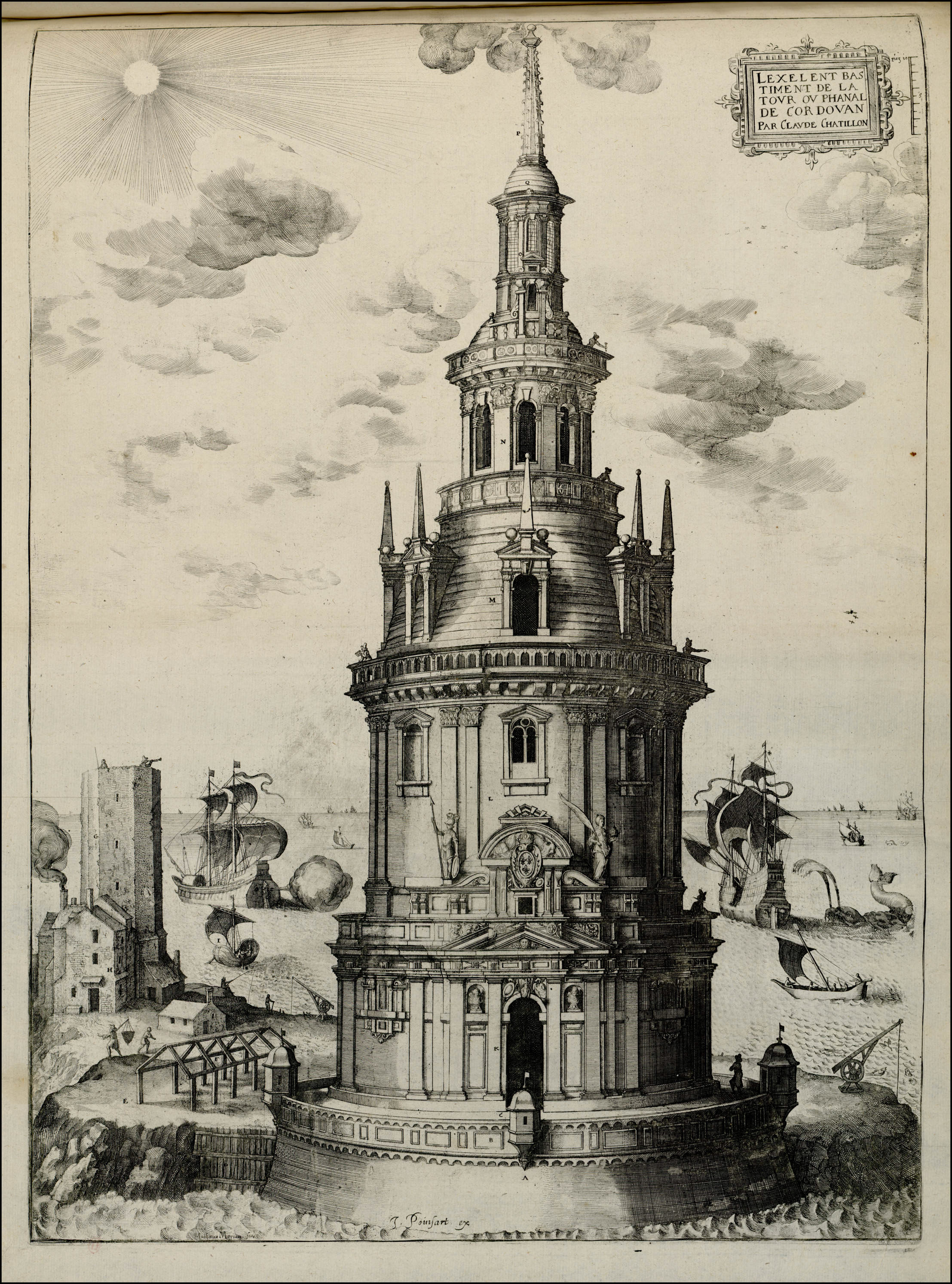
Topografia del Faro di Cordouan, 1611